# Rolando Dumas
Rolando Dumas (Buenos Aires, Argentina; 14 de febrero de 1929 - Ibídem; 3 de noviembre de 2013) fue un actor argentino de larga trayectoria artística.

## Carrera
Característico actor de reparto, Rolando Dumas se inició cinematográficamente en la época de oro del cine argentino con el film Escuela de campeones en 1950, con George Rigaud, Silvana Roth y Pedro Quartucci. Luego vino En cuerpo y alma de 1953, protagonizado por Armando Bó, Héctor Armendáriz y Julia Sandoval, y dirigida por Leopoldo Torres Ríos. Se lució en Un novio para Laura de 1955 junto a Lolita Torres, y un año después junto a Niní Marshall en Catita es una dama. Se despidió de la pantalla grande con Todo o nada en 1984, bajo la dirección de Emilio Vieyra, y protagonizada por Julio De Grazia, Silvia Montanari y Adrián Martel. En Estados Unidos trabajó en las cintas Way of the Gaucho para la 20th Century Fox, con Gene Tierney y Rory Calhoun, y
Una americana en Buenos Aires con Mamie Van Doren.
De sólida formación  estudió con Augusto Fernandes, Vivi Tellas  y en el Lee Strasberg Institute - HB Studio (NY).
También trabajó en teleteatros y telecomedias para la familia. En teatro integró importantes compañías teatrales donde participó en reconocidas obras. Integró, entre otras, la Compañía Argentina de Comedia Francisco Petrone en 1950, donde fue noticia por su encontronazo con el también actor Enrique Roldán, fallecido poco tiempo después en un accidente.
Rolando Dumas falleció a los 84 años por causas naturales el sábado 3 de noviembre de 2013. Le sobrevive su hermana Norma Dumas.

## Filmografía
- 1950: Escuela de campeones.
- 1952: El gaucho y el diablo.
- 1952: El camino del gaucho.
- 1953: En cuerpo y alma.
- 1953: El hijo del crack.
- 1954: Crisol de hombres.
- 1954: Sucedió en Buenos Aires.
- 1954: La telaraña.
- 1955: Sinfonía de juventud.
- 1955: Adiós muchachos.
- 1955: Un novio para Laura.
- 1956: Catita es una dama.
- 1958: Detrás de un largo muro.
- 1958: El secuestrador.
- 1960: El asalto.
- 1961: Rebelde con causa.
- 1963: Allá donde el viento brama.
- 1975: Los irrompibles.
- 1980: Comandos azules.
- 1981: Comandos azules en acción.
- 1984: Todo o nada.[3]

## Televisión
- 1959: Las aventuras del capitán Minerva / El capitán Minerva
- 1959: Hombres y mujeres de blanco (Hospital Central)
- 1959: El conventillo de La Paloma
- 1959: Los Solteros del décimo B
- 1959: Distrito Norte
- 1960: Los Mineros
- 1960: Hombres de Frontera
- 1960: El viejo reservista
- 1961: Siempre hay un amanecer
- 1962: Operación Cero.
- 1966/1967: Nostalgias del Tiempo Lindo
- 1968: Cabsha
- 1972: Malevo
- 1973: Comedias con Emilio Disi.
- 1974: Policiales con Javier Portales
- 1975: Comedias, por Canal 9 (Uruguay)
- 2011: Maltratadas

## Teatro
- Marta Ferrari (1954), en el Teatro Lavalle.
- Todo Un hombre
- Cuando el Diablo Mete la Cola
- Otra vez el Diablo
- El Aire y el Asco
- La Tía de Carlos
- Un Alemán Cayó del Cielo
- El Tranvía Llamado Deseo
- El Mal Amor
- Ana Carenina
- Nuestra Natacha
- M´Hijo
- Berlín - Paris - Chicago (2009)
- Diálogo de mente (2009)[4]